# Jacques Juvénal des Ursins
Jacques Juvénal o Jouvenel des Ursins (París, 14 de octubre de 1410-Poitiers, 12 de marzo de 1457) fue un eclesiástico y diplomático francés, arzobispo de Reims y de Poitiers, administrador de Fréjus y patriarca de Antioquía. 

## Biografía

### Familia

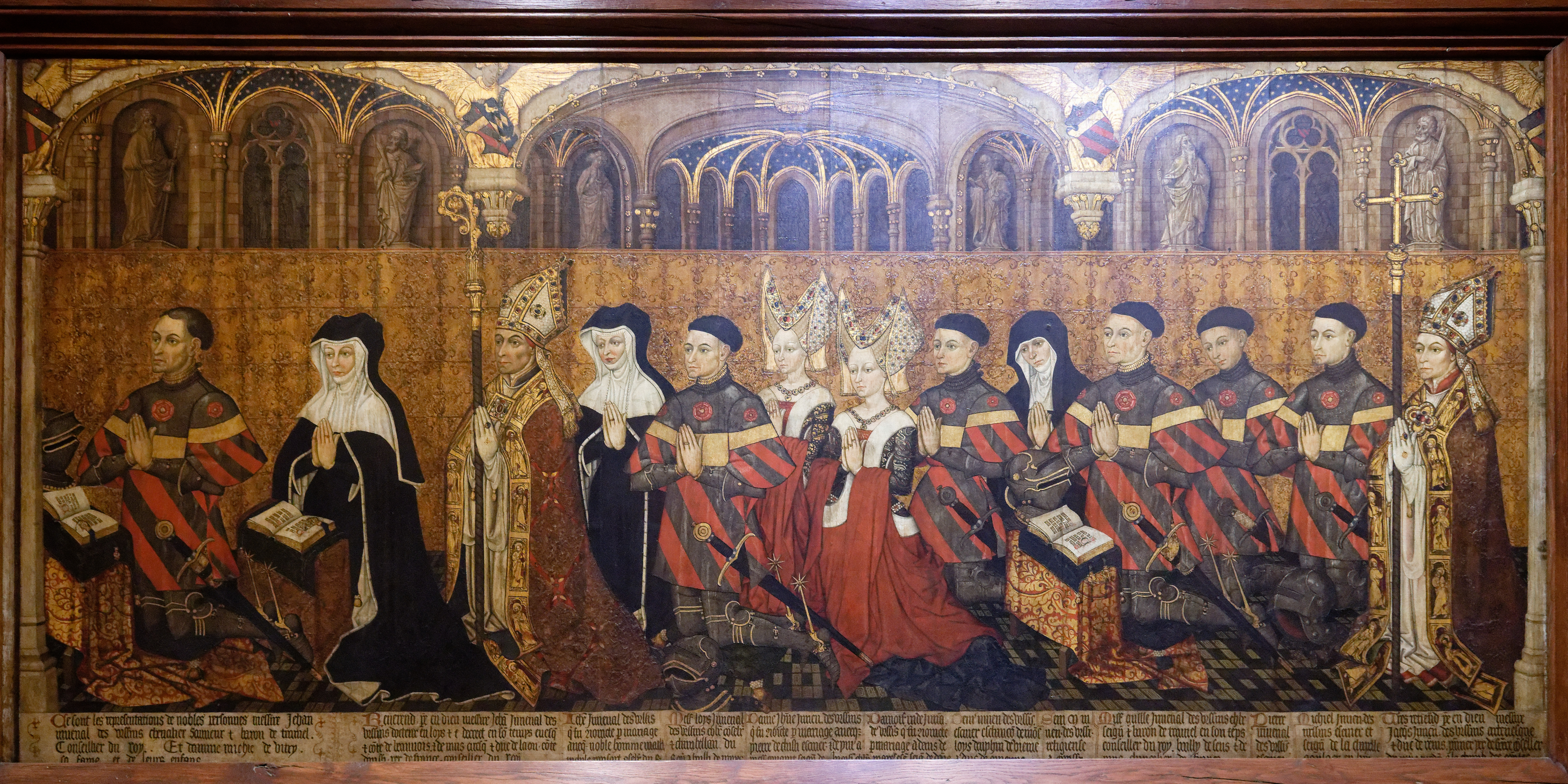
La familia des Ursins.

Nacido en el seno de una familia de Champaña, Jacques fue el séptimo de los dieciséis hijos de Jean Jouvenel y Michelle de Vitry, de los que solo once llegaron a la edad adulta.  
Su padre fue preboste de los mercaderes de París, canciller de Luis de Francia y presidente del parlamento de Poitiers; de entre sus hermanos destacaron Jean, arzobispo de Reims; Guillaume, que fue canciller de Francia; y Louis, baile de Troyes.
La familia se reputaba como emparentada con los Orsini italianos, pero este parentesco es dudoso: Jacques y sus hermanos solo comenzaron a apelarse "Des Ursins" a partir de 1438 (después de la muerte de su padre), no está claro si en alusión a la residencia en que vivían o como una forma pretenciosa de engrandecer su linaje.

### Carrera
Doctorado en derecho civil y canónico, Jacques fue abogado de la Universidad de Poitiers, presidente de la cámara de comptos de París, tesorero de la Santa Capilla, deán de la catedral de Beauvais y arcediano de la de París.  
En 1444 murió el arzobispo de Reims Regnault de Chartres, y con la recomendacion del rey Carlos VII, el cabildo catedralicio de Reims eligió a Jacques como su sucesor.  El cargo llevaba aparejada la administración civil del territorio bajo su jurisdicción y el título de primer par de Francia.
No residió mucho tiempo en su sede, pues por encargo del rey francés desempeñó varias misiones diplomáticas: en 1444 viajó a Inglaterra junto con el duque de Vendôme con la misión de conseguir una tregua en el contexto de la guerra de los Cien Años; en 1447 a Génova para tratar las condiciones en que esta república se pusiera bajo la protección del rey francés; en 1449 al concilio de Basilea, donde fue uno de los artífices de la abdicación del antipapa Félix V.  En recompensa por este último encargo, Nicolás V le nombró patriarca de Antioquía.

Su escudo.

Al recibir el patriarcado renunció al arzobispado de Reims en favor de su hermano Jean y recibió a cambio el de Poitiers, que mantuvo hasta su muerte.  Al mismo tiempo recibió también la administración perpetua de la diócesis de Fréjus, pero nunca viajó a esta sede, gobernándola mediante su vicario Pierre Hémon, y en 1452 la permutó por el priorato de Saint-Martin-des-Champs de París con su abad Jacques Séguin.
Muerto en Poitiers a los cuarenta y seis años de edad, fue sepultado en la catedral de esta ciudad.